# Syrphoctonus longipes
Syrphoctonus longipes là một loài tò vò trong họ Ichneumonidae.